# Bilateria
I Bilateri (Bilateria Hatschek, 1888) sono uno dei due grandi raggruppamenti in cui vengono suddivisi gli animali eumetazoi. La distinzione dall'altro grande raggruppamento, Radiata, si basa esclusivamente sul piano di simmetria della loro morfologia: i bilateri sono caratterizzati da un unico piano di simmetria, mentre i radiati presentano simmetria radiale.
Questa distinzione rispecchia una scissione parzialmente in accordo con la filogenesi degli eumetazoi; se da un lato i bilateri sono certamente monofiletici, i radiati appaiono come un gruppo parafiletico, in quanto gli ctenofori derivano da un antenato comune ai bilateri, ma non ancora provvisto di un singolo piano di simmetria; secondo un'altra ipotesi meno seguita (Zrzavý e Hypša, 2003) cnidari, ctenofori e placozoi avrebbero una stretta relazione evolutiva; nel 2020 è stato scoperto quello che è probabilmente il primo bilaterale, Ikaria wariootia, in Australia, in fossili risalenti a 555 milioni di anni fa

## Ramo Bilateria
La simmetria bilaterale è una fondamentale conquista evolutiva che compare nella linea dei platelminti ancestrali (che andrebbero separati in un phylum a sé stante: gli aceli) e sarà propria di tutti gli animali maggiormente evoluti. Nei radiati non hanno significato concetti come "anteriore e posteriore", potendo svilupparsi e muoversi in tutte le direzioni. Ma nei bilateri il graduale processo di allungamento del corpo evidenzia lati ed estremità dapprima indefinite, potenziando l'adattamento alla locomozione di organismi scarsamente mobili, come le spugne o le meduse.
I primi animali a simmetria bilaterale dipendevano da una parte anteriore ed erano costretti a procedere lungo un'unica direzione. Conseguentemente, una estremità veniva ad incontrare per prima il nuovo ambiente durante la locomozione attiva. Ciò indusse un processo di cefalizzazione degli organi sensoriali, con graduale definizione di un capo anteriore, in cui si concentrano i centri nervosi per elaborare velocemente i dati sensoriali e gli organi di senso (cervello abbozzato collegato a nervi longitudinali), nonché le strutture deputate per l'alimentazione.
Si evidenzia una testa, un'estremità posteriore, due parti laterali equivalenti e tutto l'organismo può così essere diviso da un solo piano longitudinale, il piano sagittale. Nei bilateri dunque si riconoscono e si distinguono, anatomicamente e funzionalmente:
- l'estremità cefalica da quella caudale;
- il lato dorsale da quello ventrale.

### Classificazione Bilateri
Prima della nuova classificazione, queste specie venivano divise in Acelomati, Pseudocelomati e Celomati Schizocelici. Questa catalogazione tassonomica presentava molti punti non convincenti e divisioni controverse, e venne quindi abbandonata: oggi è da considerarsi obsoleta.
Phylum Xenacoelomorpha (phylum basale, clado fratello di protostomi e deuterostomi)
 Protostomi 
 Clado Ecdysozoa 
- Phylum Kinorhyncha (Chinorinchi)
- Phylum Priapulida (Priapulidi)
- Phylum Nematoda (Nematodi o Vermi cilindrici)
  - Secernentea o Phasmidia (Fasmidari)
  - Adenophorea o Aphasmidia (Afasmidari)
- Phylum Lobopodia (Lobopodi)
- Phylum Nematomorpha (Nematomorfi)
  - Nectonematoida (Nectonematoidi)
  - Gordioida (Gordioidi)
- Phylum Loricifera (Loriciferi)
- Phylum Arthropoda (Artropodi)
  - Subphylum Trilobitomorpha (Trilobiti) †
  - Subphylum Chelicerata (Chelicerati)Sericosura verenae, un picnogonide
    - Merostomata (Merostomi)
    - Pycnogonida (Picnogonidi)
    - Arachnida (Aracnidi)

  - Subphylum Myriapoda (Miriapodi)
    - Diplopoda (Diplopodi)
    - Chilopoda (Chilopodi)
    - Symphyla (Sinfili)
    - Pauropoda (Pauropodi)

  - Subphylum Hexapoda (Esapodi)
    - Entognatha (Entognati)
      - Collembola (Collemboli)
      - Protura (Proturi)
      - Diplura (Dipluri)

    - Insecta (Insetti)

  - Subphylum Crustacea (Crostacei)
    - Branchiopoda (Branchiopodi)
    - Remipedia (Remipedi)
    - Cephalocarida (Cefalocaridi)
    - Maxillopoda (Maxillopodi)
    - Ostracoda (Ostracodi)
    - Malacostraca (Malacostraci)
- Phylum Tardigrada (Tardigradi)

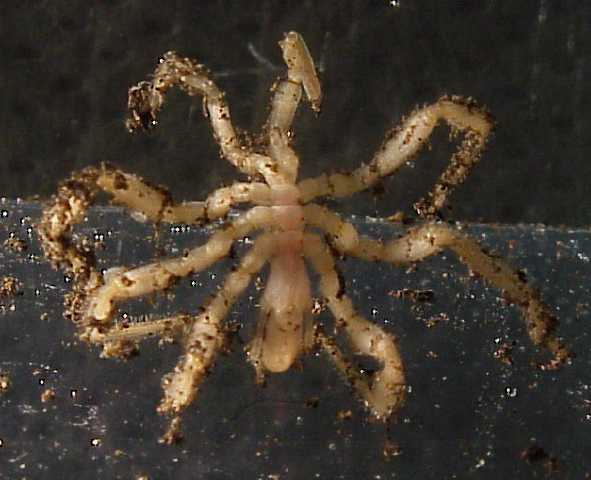
Sericosura verenae, un picnogonide

  - Heterotardigrada (Heterotardigradi)
  - Mesotardigrada (Mesotardigradi)
  - Eutardigrada (Eutardigradi)
- Phylum Onychophora (Onicofori)

 Clado Spiralia 
- Phylum Chaetognatha (Chetognati o Sagittoidei)

 Clado Lophotrochozoa 
- Phylum Nemertea o Rhynchocoela (Nemertini o Nemertei o Rincoceli)
- Phylum Entoprocta o Kamptozoa (Endoprocti o Endoprotti o Camptozoi)
- Phylum Mollusca (Molluschi)
  - Subphylum Aculifera (Aculiferi)
    - Polyplacophora (Poliplacofori)
    - Caudofoveata (Caudofoveati)
    - Solenogastres (Solenogastri)

  - Subphylum Conchifera (Conchiferi)
    - Monoplacophora (Monoplacofori)
    - Gastropoda (Gasteropodi)
    - Bivalvia (Bivalvi)
    - Scaphopoda (Scafopodi)
    - Cephalopoda (Cefalopodi)
    - Rostroconchia (Rostroconchi) †
    - Helcionelloida (Helcionelloidi) †
    - Tentaculita (Tentaculiti) †

- Phylum Annelida (Anellidi o Vermi Metamerici)
  - Polychaeta (Policheti)
  - Clitellata (Clitellati)
- Phylum Echiura (Echiuridi o Echiuridei)
- Phylum Sipuncula (Sipunculidi)
- Phylum Bryozoa o Ectoprocta (Briozoi o Ectoprocti)
  - Stenolaemata (Stenolaemati)
  - Gymnolaemata (Gymnolaemati)
  - Phylactolaemata (Phylactolaemati)
- Phylum Phoronida (Foronidei)
- Phylum Brachiopoda (Brachiopodi)
  - Articulata (Articulati)
  - Inarticulata (Inarticulati)
- Phylum Hyolitha (Ioliti)

 Clado Platyzoa 
- Phylum Platyhelminthes (Platelminti o Vermi piatti):Un platelminte turbellario
  - Turbellaria (Turbellari)
  - Monogenea (Monogenei)
  - Trematoda (Trematodi)
  - Cestoda (Cestodi o Cestoidei)

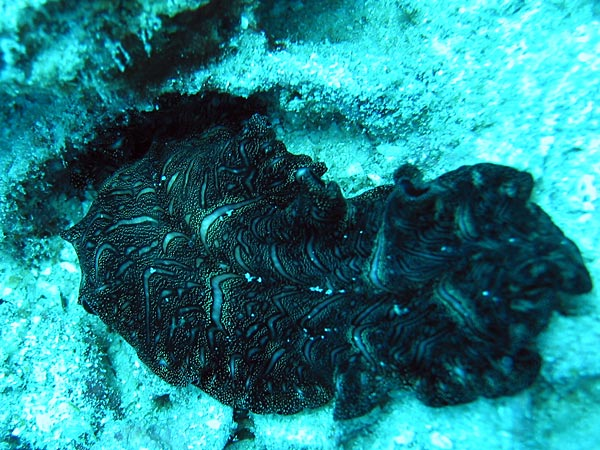
Un platelminte turbellario

- Phylum Gastrotricha (Gastrotrichi)
- Phylum Gnathifera
- Phylum Rotifera (Rotiferi)
  - Seisonoidea (Seisonoidi)
  - Bdelloidea (Bdelloidi)
  - Monogononta (Monogononti)
- Phylum Acanthocephala (Acantocefali)
  - Archiacanthocephala (Archiacanthocefali)
  - Palaeacanthocephala (Palaeacanthocefali)
  - Eoacanthocephala (Eoacanthocefali)
- Phylum Gnathostomulida (Gnatostomulidi)

 Non assegnato 
- Phylum Pentastomida (Pentastomidi o Linguatulidi)

 Deuterostomi 
- Phylum Hemichordata (Emicordati)
- Phylum Echinodermata (Echinodermi)
  - Subphylum Eleutherozoa (Eleuterozoi)
    - Superclasse Asterozoa (Asterozoi)
      - Asteroidea (Asteroidei o Stelle di mare)Plectaster decanus
      - Somasteroidea (Somasteroidei)

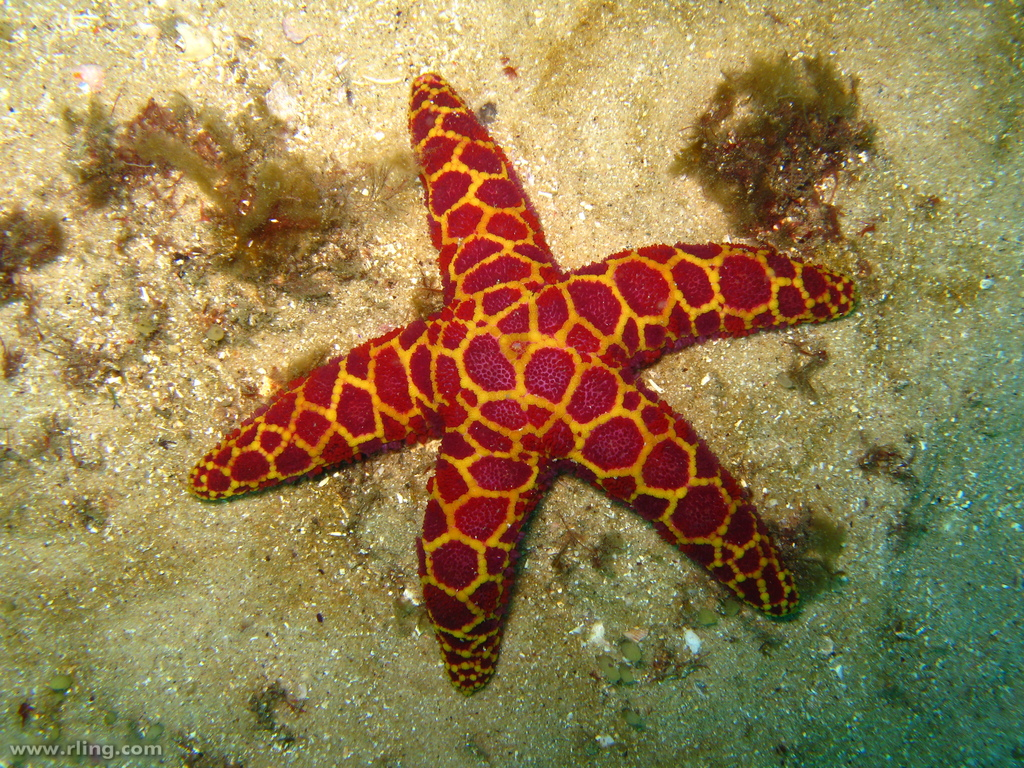
Plectaster decanus

    - Superclasse Cryptosyringida (Cryptosyringidi)
      - Echinoidea (Echinoidei o Ricci di mare)Stylocidaris affinis

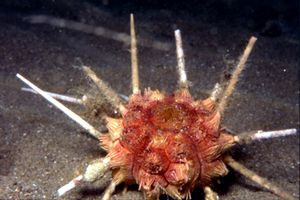
Stylocidaris affinis

      - Holothuroidea (Oloturoidei od Oloturie o Cetrioli di mare)
      - Ophiuroidea (Ofiuroidei od Ofiure o Stelle serpentine)

  - Subphylum Crinozoa (Crinozoi)
    - Crinoidea (Crinoidei o Crinoidi o Gigli di mare)
- Phylum Chordata (Cordati)
  - Subphylum Urochordata (Urocordati o Tunicati)
  - Subphylum Cephalochordata (Cefalocordati)Branchiostoma lanceolatum

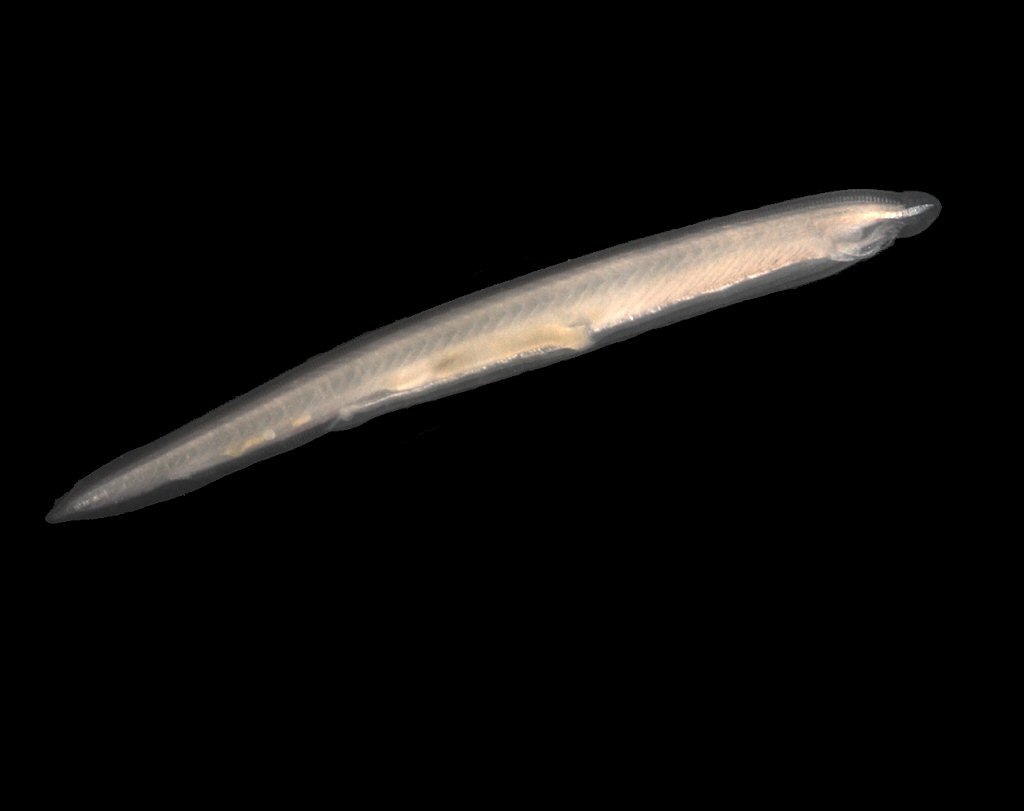
Branchiostoma lanceolatum

  - Subphylum Vertebrata (Vertebrati)
    - Infraphylum Agnatha (Agnati o Pesci senza mascelle)
      - Cephalaspida (Cefalaspidi)
      - Heterostraci (Eterostraci)
      - Anaspida (Anaspidi) †

    - Infraphylum Gnathostomata (Gnatostomi)
      - Chondrichthyes (Condroitti o Pesci cartilaginei)
      - Osteichthyes (Osteitti o Pesci ossei)
      - Amphibia (Anfibi)
      - Reptilia (Rettili)
      - Aves (Uccelli)
      - Mammalia (Mammiferi)